# (6425) 1994 WZ3
(6425) 1994 WZ3 es un asteroide perteneciente al cinturón de asteroides, región del sistema solar que se encuentra entre las órbitas de Marte y Júpiter, descubierto el 28 de noviembre de 1994 por Seiji Ueda y el astrónomo Hiroshi Kaneda desde el Kushiro Marsh Observatory, Hokkaido, Japón.

## Designación y nombre
Designado provisionalmente como 1994 WZ3.

## Características orbitales
1994 WZ3 está situado a una distancia media del Sol de 2,549 ua, pudiendo alejarse hasta 3,083 ua y acercarse hasta 2,015 ua. Su excentricidad es 0,210 y la inclinación orbital 14,883 grados. Emplea 1486,12 días en completar una órbita alrededor del Sol.

## Características físicas
La magnitud absoluta de 1994 WZ3 es 12,41. Tiene 10,609 km de diámetro y su albedo se estima en 0,195.